# Olaf Prenzler
Olaf Prenzler, född den 2 april 1958 i Käsdorf, är en tysk före detta friidrottare som tävlade i kortdistanslöpning för Östtyskland.
Penzlers främsta meriter kom på 200 meter. Han vann EM-guld 1982 i Aten och vid EM 1978 slutade han på andra plats. Han deltog vid Olympiska sommarspelen 1980 i Moskva men blev då utslagen i semifinalen.
Han blev även tre gånger silvermedaljör vid EM som en del av östtyska stafettlag på 4 x 100 meter.

## Personliga rekord
- 200 meter - 20,46 från 1982